# Renia turpis
Renia turpis là một loài bướm đêm trong họ Noctuidae.